# 中国民主建国会山东省委员会
中国民主建国会山东省委员会，简称民建山东省委、山东民建，是中国民主建国会在山东省的地方组织。